# Victory Lap
Victory Lap è il primo album del rapper statunitense Nipsey Hussle, pubblicato nel 2018 da Atlantic e All Money In. Tra i tantissimi ospiti, sono presenti anche Puff Daddy, Kendrick Lamar, YG, The-Dream, Cee Lo Green, Marsha Ambrosius e Dom Kennedy.
Dopo tredici anni di mixtape, Victory Lap è il primo grande successo commerciale dell'artista. Generalmente ben accolto dai critici, vende l'equivalente di 53 000 copie fisiche nella sua prima settimana e raggiunge il quarto posto nella Billboard 200.
| Recensione   | Giudizio |
| ------------ | -------- |
| AllMusic     | [ 1 ]    |
| HipHopDX     | [ 4 ]    |
| The Guardian | [ 5 ]    |
| Pitchfork    | [ 6 ]    |
| XXL          | [ 7 ]    |

## Tracce
1. Victory Lap (featuring Stacy Barthe) – 3:58 – Mike & Keys, Sap, Amaire Johnson
2. Rap Niggas – 3:46 – Mike & Keys, Rance, DJ Khalil
3. Last Time That I Checc’d (featuring YG) – 3:45 – Mike & Keys, Rance, Kacey Khaliel, Brody Brown
4. Young Nigga (featuring Puff Daddy) – 3:56 – Mike & Keys, Rance, Nipsey Hussle
5. Dedication (featuring Kendrick Lamar) – 4:05 – Mike & Keys, Rance, MyGuyMars
6. Blue Laces 2 – 4:10 – Rance, Mr. Lee, Mike & Keys
7. Hussle & Motivate – 4:18 – Mike & Keys, Rance, Brody Brown, Street Symphony, D.O. Speaks
8. Status Symbol 3 (featuring Buddy) – 5:05 – Mike & Keys
9. Succa Proof (featuring Konshens & J-Black) – 3:21 – Mike & Keys, DJ Khalil, Rance
10. Keyz 2 the City 2 (featuring TeeFlii) – 3:05 – Teddy Walton, Jake One, Mike & Keys, JustJosh Music Group
11. Grinding All My Life – 2:55 – Murda Beatz, Mike & Keys
12. Million While You Young (featuring The-Dream) – 4:24 – Mike & Keys
13. Loaded Bases (featuring Cee-Lo Green) – 3:11 – Rance, Mike & Keys, Jake One
14. Real Big (featuring Marsha Ambrosius) – 6:22 – Rance, Mike & Keys

Tracce bonus
1. Double Up (featuring Belly & Dom Kennedy) – 6:02 – Axl Folie, IAMNOBODI, Teddy Walton, Rance
2. Right Hand 2 God – 3:07 – Mike & Keys, Rance, MyGuyMars

## Classifiche

### Classifiche settimanali
| Classifica (2018)         | Posizione massima |
| ------------------------- | ----------------- |
| Canada                    | 22                |
| Stati Uniti               | 4                 |
| US Digital Albums         | 4                 |
| US Tastemaker Albums      | 5                 |
| US Top R&B/Hip-Hop Albums | 3                 |